# Католицька церква в Казахстані
Като́лицька це́рква в Казахста́ні — друга християнська конфесія Казахстану. Складова всесвітньої Католицької церкви, яку очолює на Землі римський папа. Керується конференцією єпископів. Станом на 2004 рік у країні нараховувалося близько 182 000 католиків (1,15% від усього населення). Існувало 4 діоцезій, які об'єднували 46 церковних парафій.  Кількість  священників — 74 (з них представники секулярного духовенства — 45, члени чернечих організацій — 29), постійних дияконів — 0, монахів — 40, монахинь — 100.
Крім католиків латинського обряду в країні існує греко-католицька громада.

## Історія

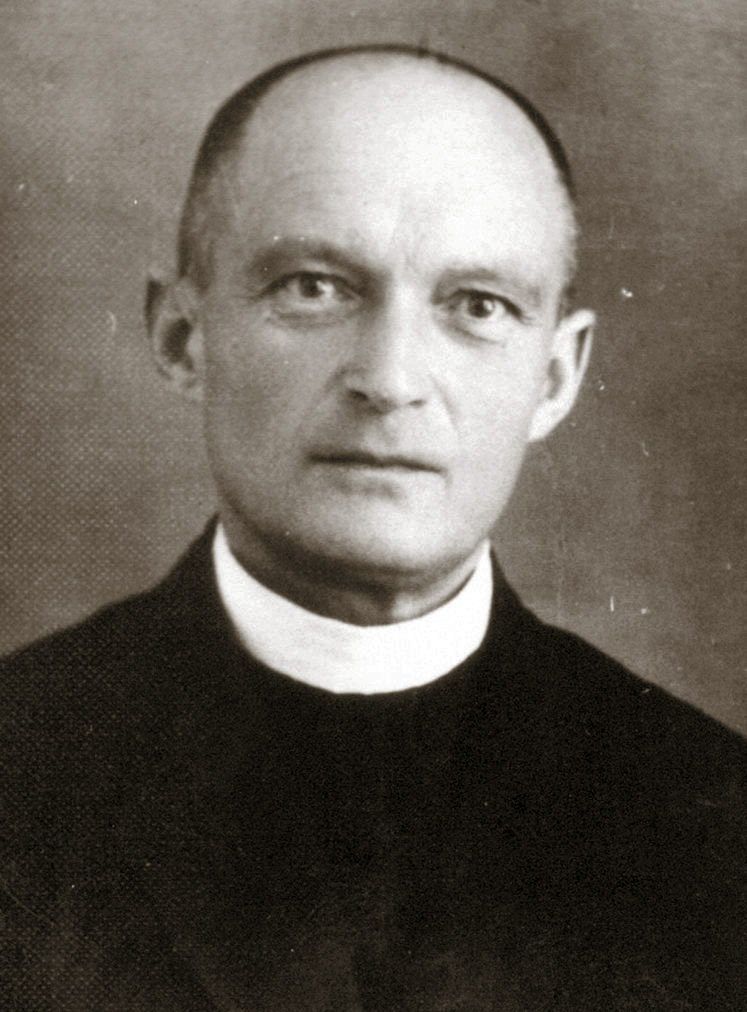
Блаженний о. Владислав Буковинський

Перші свідчення про появу католицьких місіонерів на території сучасного Казахстану відносяться до XIII століття і пов'язані з контактами між королем Франції Людовіком IX і монгольськими ханами. Місія францисканця Гійома де Рубрука до хана Мунка привела до розширення знань європейців про Середню Азію і початок місіонерської діяльності, провідна роль в якій належала францисканцям. Папа Миколай III в 1278 році довірив францисканському ордену місію на сучасній території Середньої Азії. Близько 1338 року неподалік від нинішнього села Хоргос Панфіловського району Алматинської області існував францисканський монастир, знищений після початку гонінь на християн.
Після приєднання в XVIII столітті території сучасного Казахстану до Російської імперії, туди переселилася певна кількість німецьких колоністів, у тому числі і католицького віросповідання. В XIX столітті католицькі парафії Казахстану входили до складу Тираспольської дієцезії з центром в Саратові, підпорядкованої Могилевській архідієцезії.
Сталінські репресії привели до того, що велика кількість католиків, головним чином німців, українців і поляків за національністю, опинилися в Казахстані в засланнях і таборах, багато з них загинули. Два священномученики єпископ Микита Будка та священник Олексій Зарицький були зараховані до лику блаженних і в наш час[коли?] шануються одними з святих покровителів країни. У числі кандидатів на беатифікацію також єпископ Олександр Хіра і священник Владислав Буковинський
Духовним центром католиків в радянський період стала Караганда. До 1977 року богослужіння відбувалися таємно, в 1977 році було отримано дозвіл на створення приходу. Одними з перших керівників католицької парафії Караганди були українці Олександр Хіра та литовець Альбінас Думбляускас.
Після появи на початку 90-х років можливості для нормального функціонування Католицької церкви в Казахстані 13 квітня 1991 року папа Іван-Павло II заснував апостольську адміністратуру Казахстану з центром в Караганді. Апостольська адміністратура Караганди стала першою католицької структурою Середньої Азії в пострадянський період. Згодом вона була реорганізована в сучасну структуру з архідієцезією і підлеглими їй двома дієцезіями і однією апостольською адміністратурою.
Велике значення для Католицької церкви в Казахстані мав візит в країну Папи Івана Павла II, який відбувся 22 — 25 вересня 2001 року.

### Католики східного обряду
У 1996 році Святий Престол призначив сюди Апостольського візитатора, якого у 2002 році замінив Апостольський делегат, що залежав від Конгрегації Східних Церков. Але 1 червня 2019 року Папа Франциск заснував Апостольську адміністратуру Казахстану та Центральної Азії для всіх парафій візантійського обряду (переважно українських греко-католиків). 

## Структура
В даний час Католицька церква в Казахстані складається з архідієцезії-митрополії Пресвятої Діви Марії з центром в Астані, двох суфраганних дієцезій — Карагандинської та дієцезії Пресвятої Трійці в Алма-Аті, а також Апостольської адміністратури Атирау. Архідієцезію-митрополію очолює архієпископ Томаш Пета.
У країні веде діяльність ряд католицьких орденів та згромаджень — редемптористи, францисканці, Маріане, єзуїти і ряд інших. Загальна чисельність священників — 72 людини, загальна кількість парафій — 50 (дані 2004 року)
Статистика по дієцезіях (дані 2004 року):
| дієцезія                           | Центр     | Кількість католиків | Кількість священників | Кількість парафій |
| архідієцезія Пресвятої Діви Марії  | Астана    | 90000               | 34                    | 21                |
| Карагандинська дієцезія            | Караганда | 40 000              | 14                    | 17                |
| дієцезія Пресвятої Трійці          | Алма-Ата  | 50 000              | 17                    | 7                 |
| Апостольська адміністратура Атирау | Атирау    | 2600                | 7                     | 5                 |

## Галерея

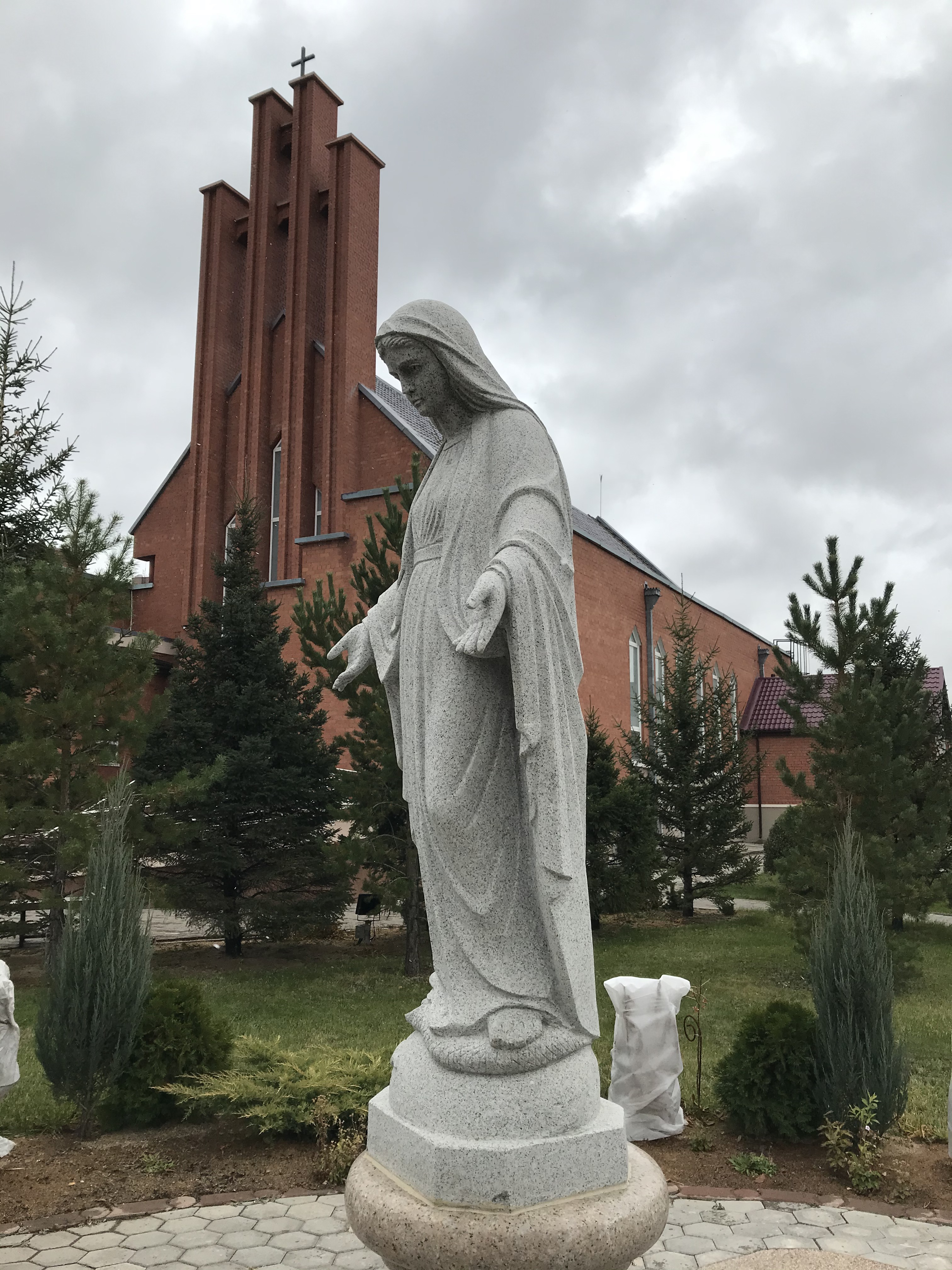
Кафедральний собор Матері Божої Неустанної Помочі у місті Астана
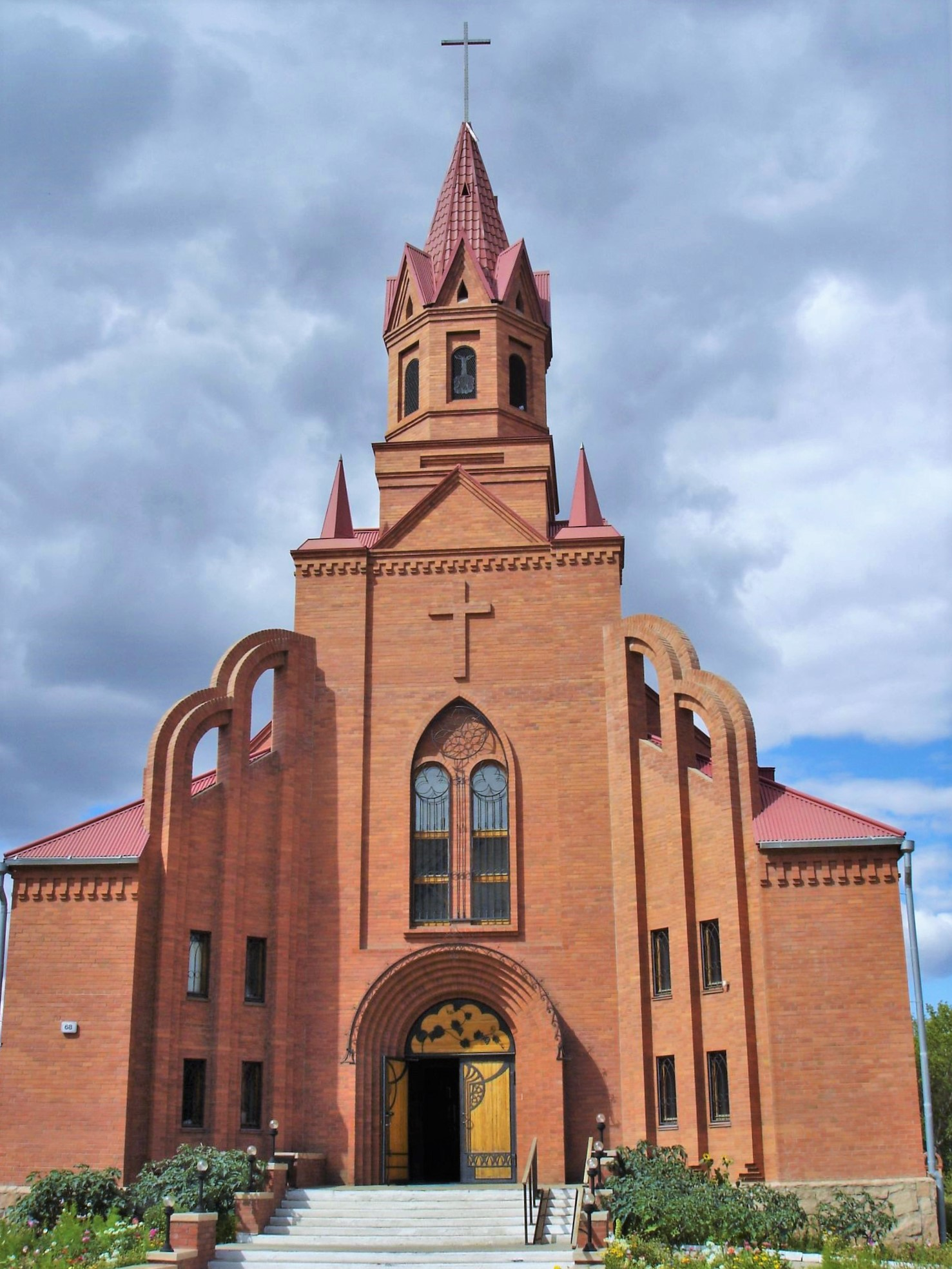
Католицька церква Святої Терези від Ісуса в Павлодарі
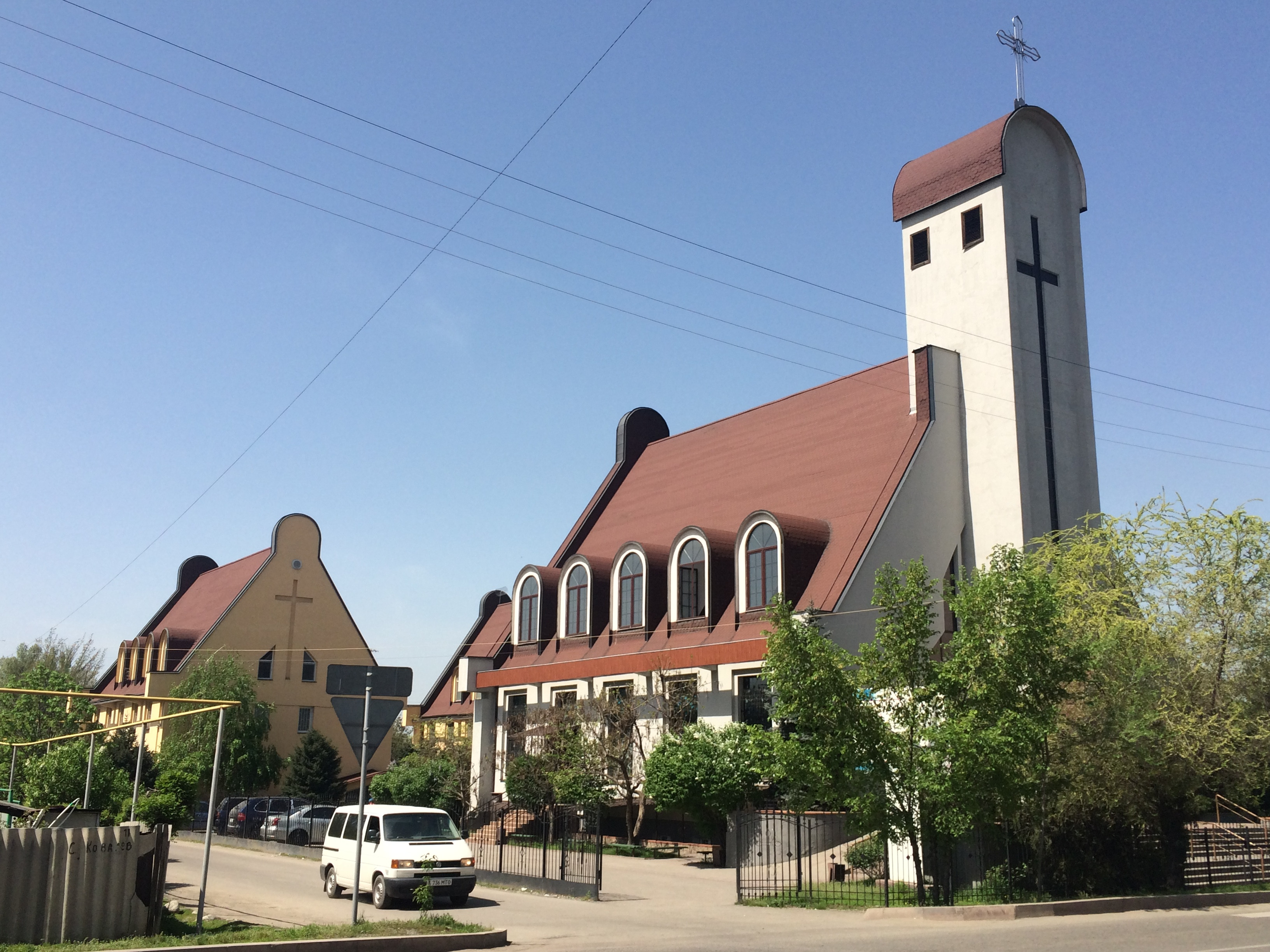
Кафедральний собор Святої Трійці у місті Алмати
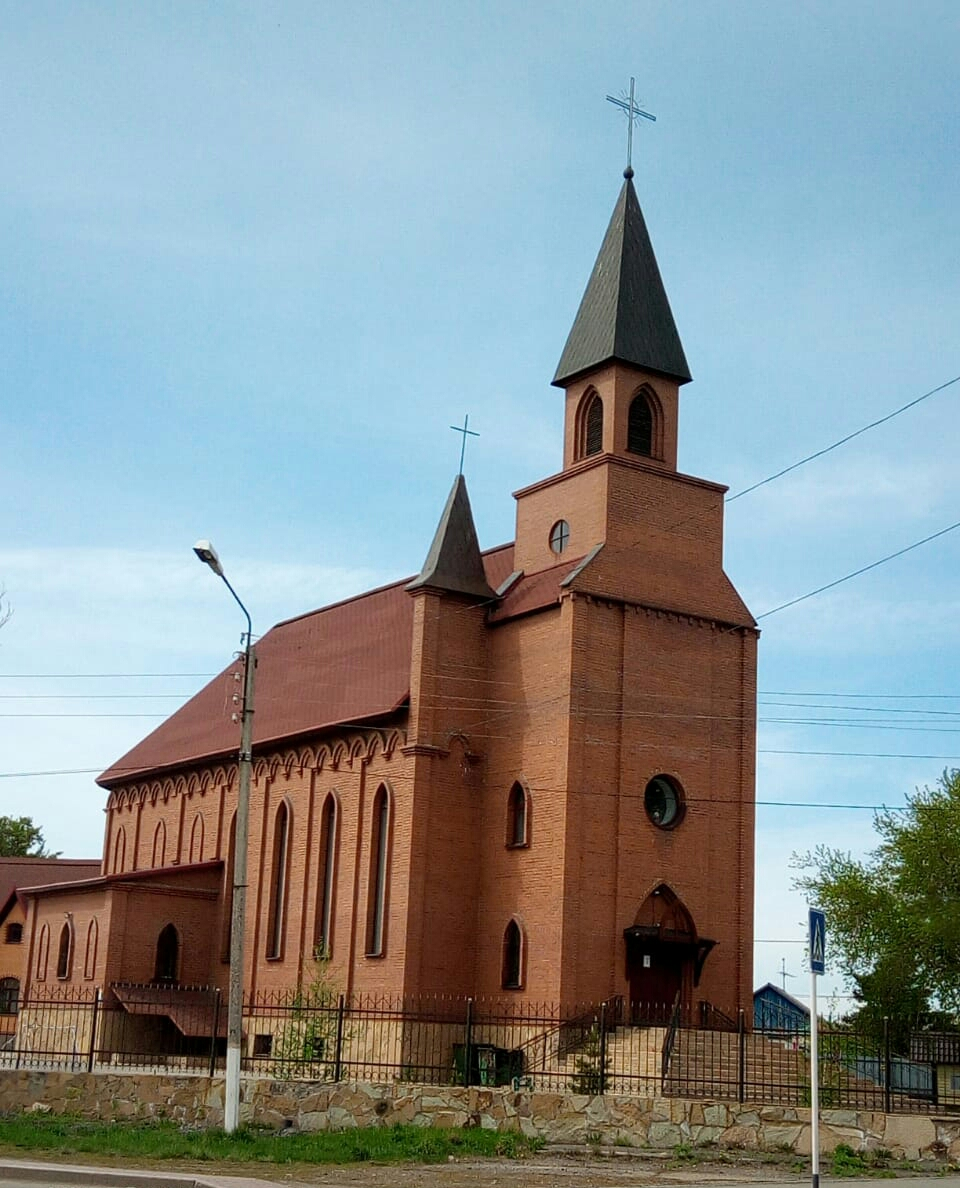
Храм Воздвиження Святого Хреста у Караганді
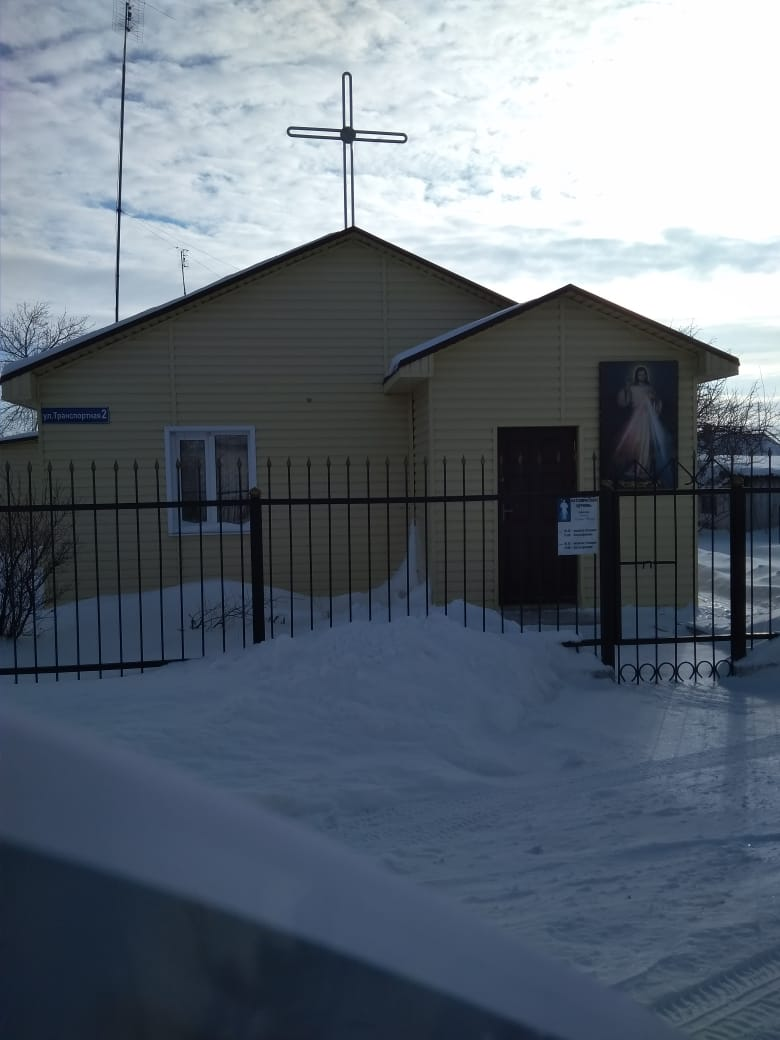
Парафія Святого Серця Ісуса у Караганді